# Joe Fortenberry
Joseph Cephis Fortenberry (Slidell, 1 de abril de 1911 - Amarillo, 3 de junho de 1993) foi um basquetebolista estadunidense que fez parte da equipe que conquistou a Medalha de Ouro nas XI Jogos Olímpicos de Verão realizados em Berlim na Alemanha nazista.

## Estatísticas com a Seleção Estadunidense
É considerado o primeiro homem a enterrar uma bola de basquete em um evento oficial, ocorrido nas Olimpíadas de 1936, na Alemanha Nazista.
| Evento      | Idade | Fase             | Resultado       | Data       | Pts |
| ----------- | ----- | ---------------- | --------------- | ---------- | --- |
| Berlim 1936 | 25    | Quartas de final | EUA 56 x 23 PHI | 12/08/1936 | 21  |
| Berlim 1936 | 25    | Final            | EUA 19 X 8 CAN  | 14/08/1936 | 8   |